# شاه‌تپه (درگز)
شاه‌تپه مربوط به دوره اشکانی است و در شهرستان درگز، بخش لطف‌آباد واقع شده و این اثر در تاریخ ۱۰ دی ۱۳۸۱ با شمارهٔ ثبت ۶۷۲۰ به‌عنوان یکی از آثار ملی ایران به ثبت رسیده‌است.